# Wohn- und Wirtschaftsgebäude Granstedter Dorfstraße 12

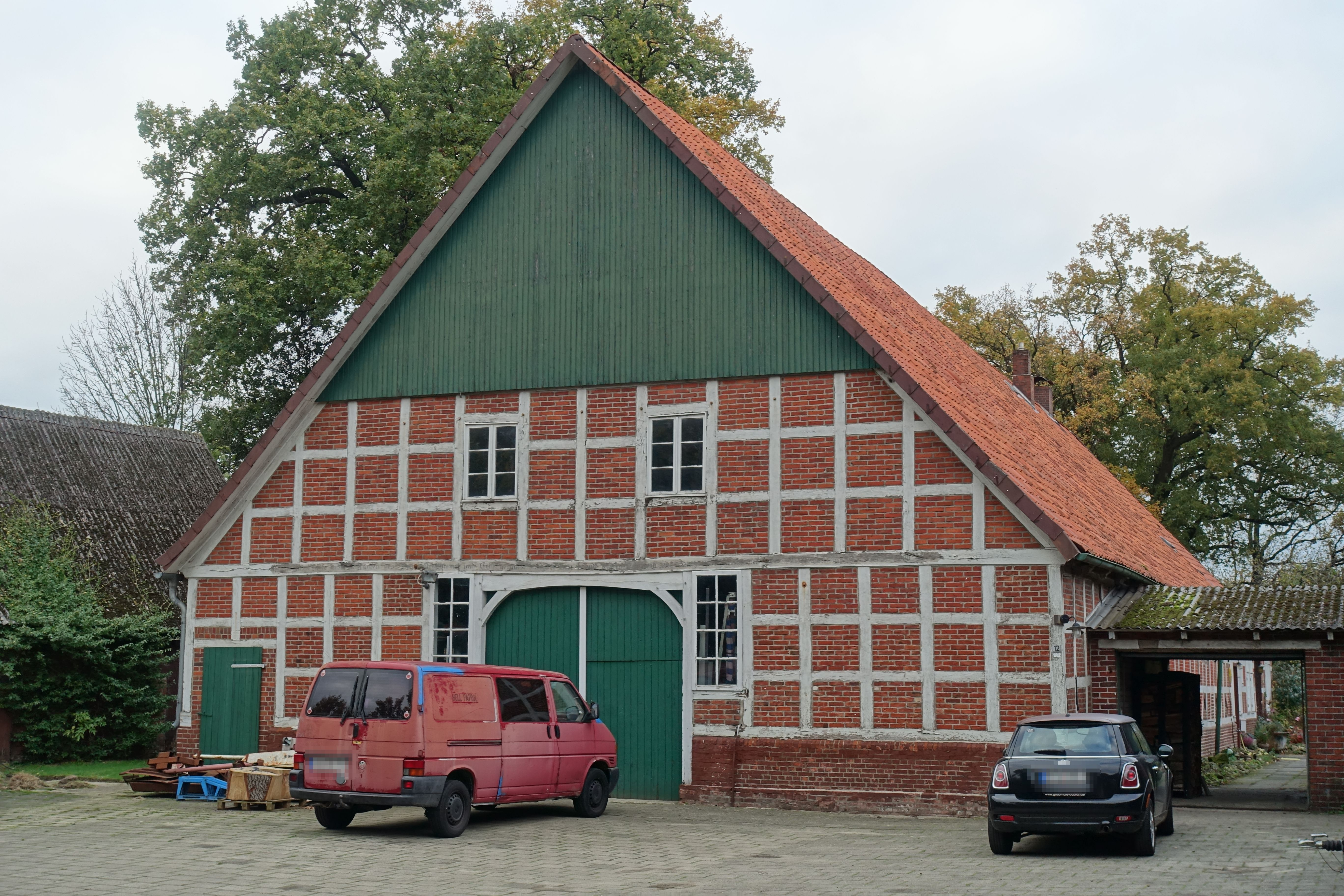
Südgiebel (2022)

Das Wohn- und Wirtschaftsgebäude Granstedter Dorfstraße 12 in der niedersächsischen Gemeinde Selsingen, Ortsteil Granstedt, wurde am Anfang des 18. Jahrhunderts erbaut. Aktuell (2025) wird es zum Wohnen und gewerblich genutzt.
Das Gebäude steht unter Denkmalschutz (siehe auch Liste der Baudenkmale in Selsingen).

## Geschichte und Beschreibung
Das bis 1974 selbstständige Dorf Granstedt gehört zur Samtgemeinde Selsingen im heutigen Landkreis Rotenburg (Wümme).
Das eingeschossige traufständige zurückgesetzte Wohn- und Wirtschaftsgebäude als eher seltenes Vierständer-Hallenhaus, auf einem Backsteinsockel in fast gleichmäßigem Gitterfachwerk mit Steinausfachungen, ziegelgedecktem Satteldach, regionaltypischer senkrechter Verbretterung in den oberen Giebeldreiecken und der Grooten Door mit geradem Abschluss wurde 1899 (Inschrift) erbaut.
Das Landesdenkmalamt befand u. a.: „… orts- und siedlungsgeschichtlicher und hofbildprägender Zeugniswert ….“
Ein Fachwerkstall von 1682 mit Quereinfahrt und Satteldach wurde wegen massiver Veränderungen aus der Denkmalliste gestrichen.